# Basisschematische Präsentation
Die basisschematische Präsentation ist eine Darstellung von Wissen und Informationen, die als besonders gehirngerecht gilt. Theoretisch fußt die basisschematische Präsentation auf der Schematheorie von David E. Rumelhart; sie besteht immer aus Variablen und Relationen.

## Aufbau und Funktion

Basisschematische Präsentation am Beispiel der Wikipedia

Alltagswissen wird im Gehirn in Form sogenannter Schemata gespeichert. Nimmt eine Person etwa auf einer Straße ein Auto wahr, so stellt das Gehirn bestimmte Fragen an das Objekt, etwa, um was für ein Objekt es sich handelt, was es kann bzw. will, worauf es basiert oder womit es vergleichbar ist. Das Objekt, etwa ein Auto, wird so berechenbar. Die basisschematische Präsentation ist nun ein Versuch, diese Operationen zu visualisieren und zugleich für den Lernprozess zu nutzen.
Bei der basisschematischen Präsentation kommt das Objekt in die Mitte, von wo aus acht Pfeile ausgehen. Die acht Pfeile sind mit Verben beschriftet, den sogenannten Relationen. Die Relationen entsprechen den Fragen, die das Gehirn an ein Objekt stellt. Man spricht auch von den Relationen des fundamentalen Handlungsschemas, da über die Relationen grundlegende Informationen über ein Objekt ermittelt werden. So also Ziel, Funktion, Eigenschaften bzw. Ähnlichkeit einer Sache zu etwas anderem. Die Relationen sind im Einzelnen:
- ist
- ist wie
- hat
- basiert auf
- ermöglicht
- entsteht durch
- kann
- grenzt an

Die Pfeile zeigen auf die sogenannten Variablen, denn hier wird dem Objekt für jede Relation ein Wert zugeordnet. Für das Auto könnte die Zuordnung etwa lauten: ist ein Fahrzeug, ist wie ein Bus, hat einen Fahrer, kann schnell anfahren usw.
Da die Präsentationsform mit den Pfeilen und den zugeordneten Werten der Form nachgebildet ist, wie auch das Gehirn Informationen aufbereitet, gilt diese Form der Präsentation als für den Lernprozess besonders gut strukturiert.
Der Theorie von David E. Rumelhart folgend, präsentiert die basisschematische Präsentation Wissen und Zusammenhänge angeblich besonders gehirngerecht, weil das menschliche Gehirn Informationen auf diese Weise verarbeite. Die so dargebotenen Informationen sollen daher besonders gut gelernt und behalten werden können.

## Verwendung im Unterricht
Für die basisschematische Präsentation sind im Prinzip zwei Anwendungsformen typisch: Einmal wird sie zur Ergebnissicherung eingesetzt, dann aber auch als Übungsaufgabe für Schüler. Bei der Ergebnissicherung werden die Variablen nach einer Lerneinheit gemeinsam im Unterrichtsgespräch gefunden und benannt. Bei der Übungsaufgabe muss der Lernende die Variablen anhand der vorgegebenen Verben selbst ergänzen.